# Europäisches Nachbarschaftsinstrument
Das Europäische Nachbarschaftsinstrument (ENI) war ein Finanzierungsinstrument der Europäischen Union zwischen 2014 und 2020. Es war die wichtigste Quelle für die Finanzierung der 16 Partnerländer der Europäischen Nachbarschaftspolitik. Für den Zeitraum 2014–2020 betrug die gesamte Mittelzuweisung für das ENI etwa 15,4 Mrd. €.
Das ENI ersetzte das Finanzierungsinstrument Europäisches Nachbarschafts- und Partnerschaftsinstrument (ENPI).